# 坂田浩一
坂田 浩一（さかた こういち、1928年3月5日 - 2006年9月28日）は、日本の経営者。日本テレコム社長、会長を務めた。兵庫県神戸市出身。

## 経歴
1951年に早稲田大学理工学部機械工学科を卒業し、同年に日本国有鉄道に入社。1983年11月に常務理事に就任し、1985年6月に理事兼技師長を経て、1986年12月に鉄道通信(のちの日本テレコム)社長に就任。1998年6月に会長に就任。
1998年11月に勲二等旭日重光章を受章。
2006年9月28日肺炎のために死去。78歳没。